# Basse-Ham
Basse-Ham – miejscowość i gmina we Francji, w regionie Grand Est, w departamencie Mozela.
Według danych na rok 1990 gminę zamieszkiwało 1986 osób, a gęstość zaludnienia wynosiła 198 osób/km² (wśród 2335 gmin Lotaryngii Basse-Ham plasuje się na 215. miejscu pod względem liczby ludności, natomiast pod względem powierzchni na miejscu 604.).